# Jacek Rolak
Jacek Rolak (ur. 1964) – pułkownik Wojska Polskiego, dowódca Pułku Łączności NATO w Brunssum (2010–2013), dowódca Brygady Wsparcia Dowodzenia Wielonarodowego Korpusu Północno-Wschodniego (2015–2021).

## Życiorys
Jacek Rolak urodził się w 1964. 

### Wykształcenie
Absolwent Wyższej Szkoły Oficerskiej Wojsk Łączności w Zegrzu (1987), studiów podyplomowych na wydziale strategiczno-obronnym w Akademii Obrony Narodowej w Warszawie oraz licznych kursów specjalistycznych w ośrodkach szkoleniowych NATO, m.in. w Latinie i Oberammergau.

### Służba wojskowa
We wrześniu 1983 podjął studia wojskowe jako podchorąży Wyższej Szkoły Oficerskiej Wojsk Łączności, które ukończył w 1987 uzyskując dyplom inżyniera – dowódcy. W sierpniu tego roku był promowany na pierwszy stopień oficerski – podporucznika. We wrześniu 1987 został skierowany na stanowisko dowódcy plutonu, następnie dowódcy kompanii oraz dowódcy grupy kierowania/szefa szkolenia  8 batalionu walki radioelektronicznej w Grudziądzu. W latach 1994–1995 pełnił służbę w PKW Libanie w składzie sił pokojowych UNIFIL jako oficer operacyjny, a następnie szef łączności. W 1998 został oficerem grupy przygotowawczej Wielonarodowego Korpusu Północny Wschód (ang. Multinational Corps Northeast, MNC NE) w Szczecinie, gdzie później został starszym oficerem planowania łączności i dowodzenia. Od 2004 pełnił obowiązki szefa Wydziału – zastępcy szefa Oddziału G6 Dowództwa WKPW. W 2007 podczas udziału w misji PKW Afganistan był szefem projektów – zastępcą szefa CJ6 w Kwaterze Głównej ISAF. Od października 2007 do lutego 2010 pełnił obowiązki zastępcy dowódcy – szefa sztabu w Brygadzie Wsparcia Dowodzenia WKPW. 

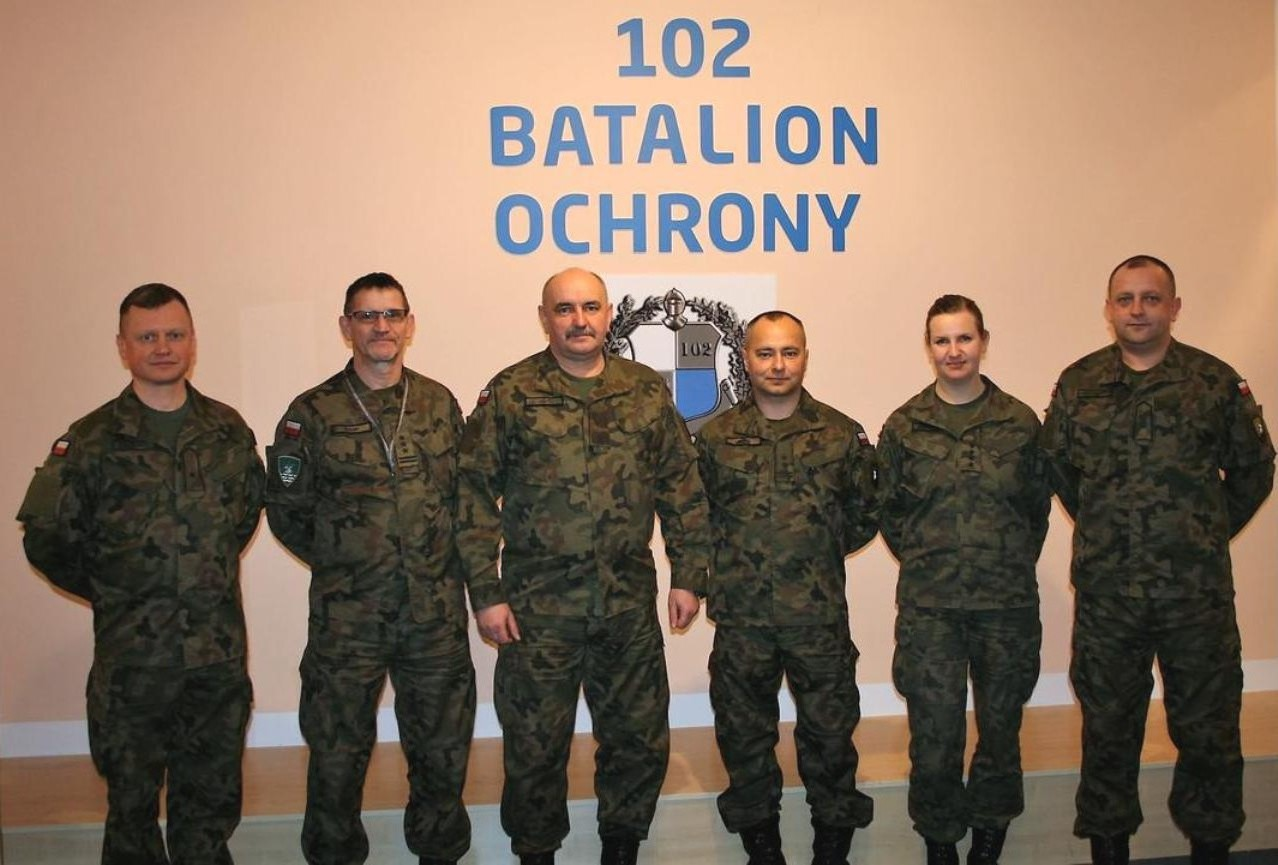
Drugi od lewej płk Jacek Rolak

Od 3 grudnia 2007 do 31 sierpnia 2008 czasowo pełnił obowiązki dowódcy Brygady Wsparcia Dowodzenia WKPW. Od lutego do października 2009 ponownie uczestniczył w misji poza granicami kraju w ramach PKW Afganistan jako szef CJ6 w Kwaterze Głównej ISAF. W 2010 został wyznaczony na stanowisko dowódcy Pułku Łączności NATO w Brunssum (Holandia). W 2013 piastuje obowiązki szefa J7 Grupy Łączności NATO w Mons (Belgia). Po powrocie do kraju objął stanowisko komendanta Centrum Bezpieczeństwa Cybernetycznego Sił Zbrojnych, a następnie komendanta Centrum Operacji Cybernetycznych. W listopadzie 2015 obejmuje funkcję szefa Zarządu J4 w Dowództwie WKPW. 5 lutego 2015 w obecności inspektora rodzajów wojsk w Dowództwie Generalnym RSZ gen. dyw. Michała Sikory objął obowiązki dowódcy Brygady Wsparcia Dowodzenia WKPW od płka Krzysztofa Króla. 5 sierpnia 2021 w Wałczu płk Jacek Rolak w obecności szefa Zarządu Inżynierii Wojskowej Inspektoratu Rodzajów Wojsk DG RSZ gen. bryg. Marka Wawrzyniaka przekazał obowiązki dowódcy Brygady Wsparcia Dowodzenia Wielonarodowego Korpusu Północno-Wschodniego swojemu dotychczasowemu zastępcy płk Zbigniewowi Labudzie.

## Awanse
- podporucznik – 1987
- porucznik – 1990
- kapitan – 1994
- major – 1999
- podpułkownik – 2004
- pułkownik – 2007

## Ordery, odznaczenia i wyróżnienia
- Gwiazda Afganistanu
- Złoty Medal „Siły Zbrojne w Służbie Ojczyzny”
- Złoty Medal „Za zasługi dla obronności kraju”
- Medal W Służbie Pokoju UNIFIL
- Odznaka Honorowa Wojsk Lądowych
- Odznaka pamiątkowa Brygady Wsparcia Dowodzenia WKPW – 2007, ex officio
- Wojskowa Odznaka Sprawności Fizycznej I stopnia

i inne

## Życie prywatne
Jest żonaty i ma dwóch synów. Interesuje się sportem, ogrodnictwem, filmem oraz historią.